# Oissy
Oissy település Franciaországban, Somme megyében. Lakosainak száma 207 fő (2022. január 1.). Oissy Bougainville, Briquemesnil-Floxicourt, Cavillon, Molliens-Dreuil és Riencourt községekkel határos.

## Népesség
A település népességének változása:
| Lakosok száma | 234  | 228  | 221  | 217  | 212  | 209  | 206  | 207  |
|               | 2013 | 2015 | 2017 | 2018 | 2019 | 2020 | 2021 | 2022 |